# 大卫·加列加修道院
大卫·加列加修道院（羅馬化：tr；David Gareja）是一个格鲁吉亚正教会修道院，位于格鲁吉亚东部卡赫蒂大区，距离格鲁吉亚首都第比利斯东南约60-70公里。
由于修道院部分位于阿塞拜疆的阿克斯塔法區，它已经成为格鲁吉亚与阿塞拜疆之间的边界争端问题。。

## 历史
大卫·加列加修道院由13位亚述修士之一大卫·加列加创建于6世纪。这个修道院特别受到格鲁吉亚王室和贵族家庭的青睐。十二世纪的格鲁吉亚国王德米特里厄斯一世在放弃王位后选择到大卫·加列加修道院。

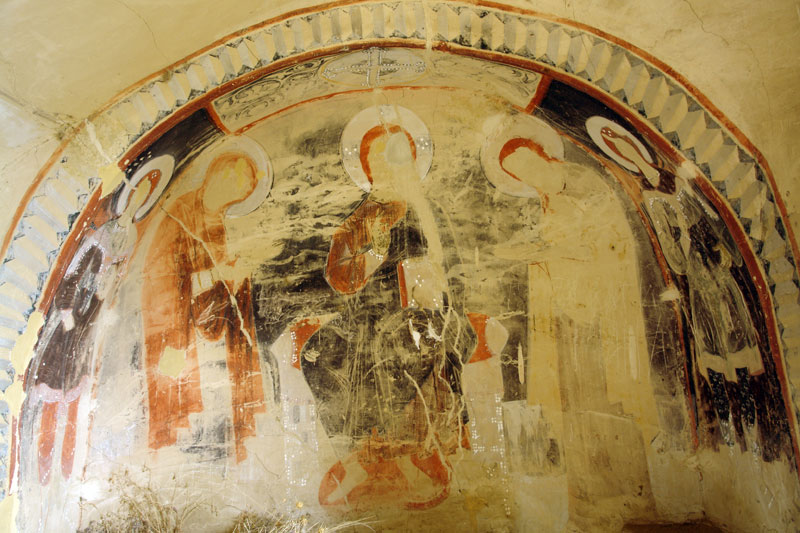

随着格鲁吉亚君主制的垮台，修道院经历了漫长的衰落，又被蒙古军队蹂躏（1265年），1615年又遭受萨非王朝的袭击，修士们遭屠杀，手稿和艺术品被毁。
1921年布尔什维克接管格鲁吉亚之后，关闭了这座修道院。苏阿战争期间，这里成为苏军的训练场，对修道院的壁画造成了破坏。1987年，由年轻作家达托·图拉什维利领导的一群格鲁吉亚学生发起了一系列抗议活动。上万名格鲁吉亚人在第比利斯的街头示威，一群学生在修道院发动绝食，军队基地终于被取消。
1991年格鲁吉亚恢复独立后，大卫·加列加修道院开始复兴。然而，1996年，格鲁吉亚国防部在该地区恢复了军事演习，导致公众抗议活动再度爆发。1997年5月，数以百计的格鲁吉亚非政府组织活动家在军队射击场地建立了帐篷，阻止军事演习。军官终于屈服于公众的压力，停止演习。
修道院今天仍然活跃，是旅游和朝圣的热门目的地。

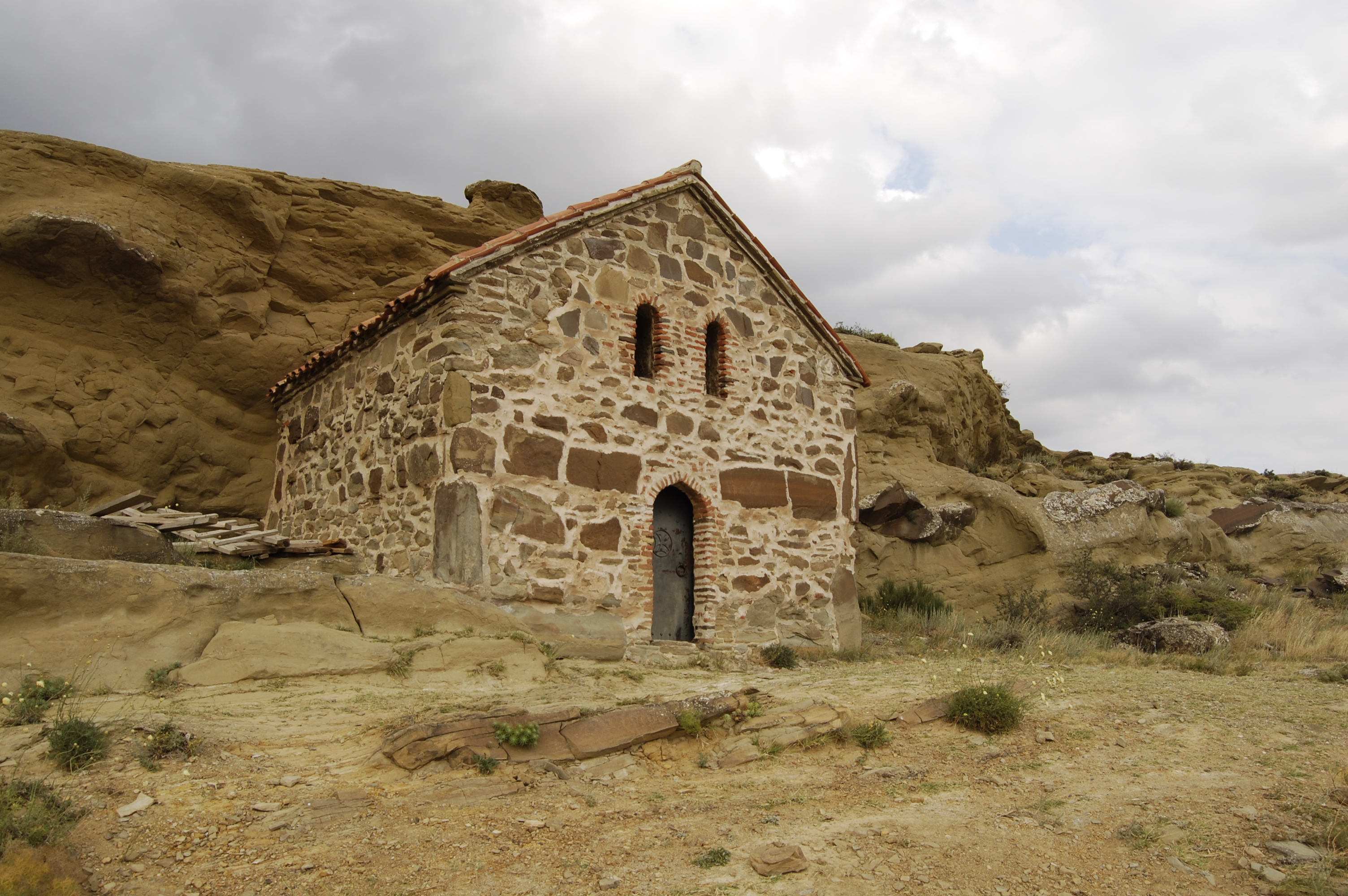

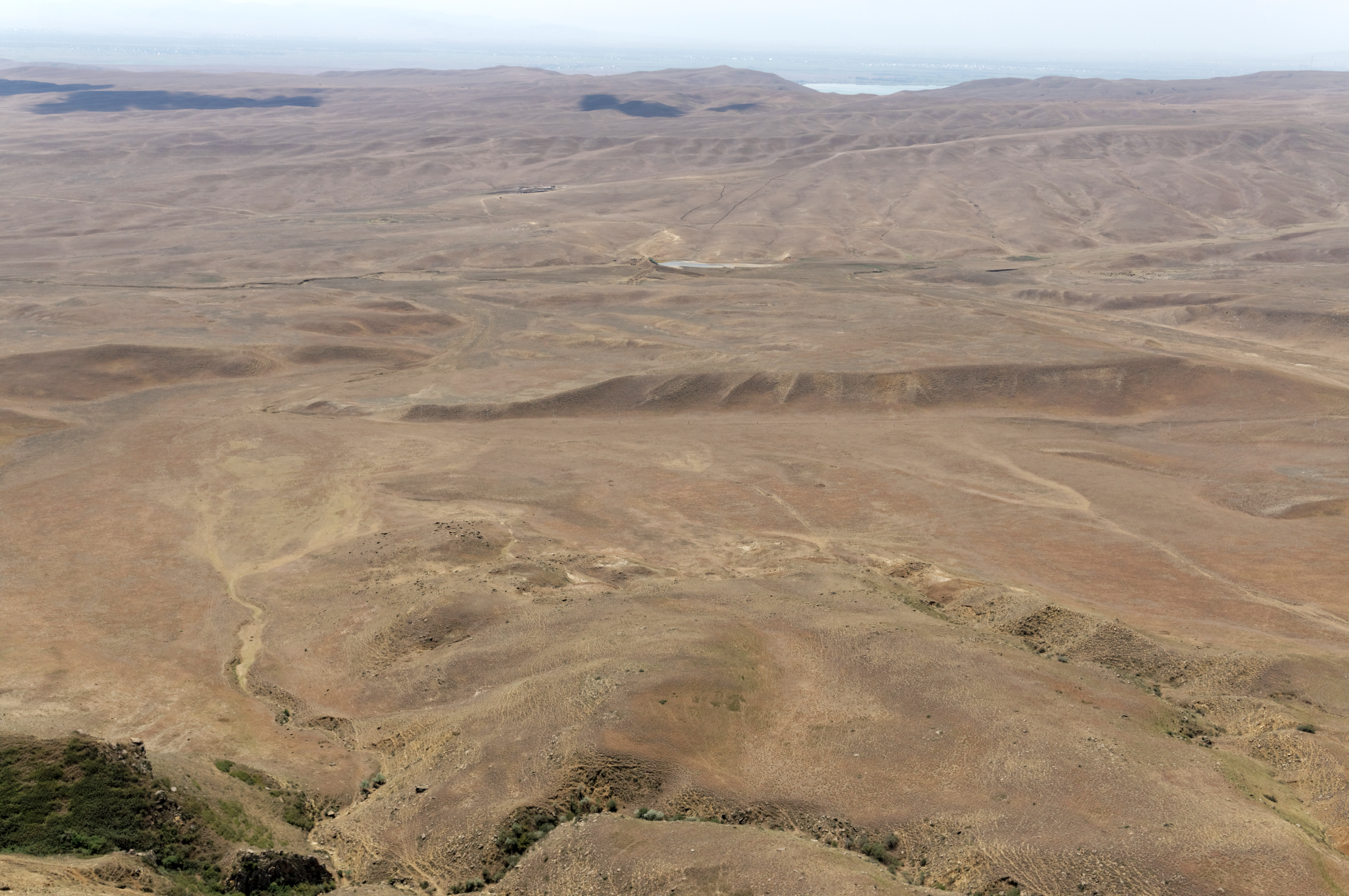
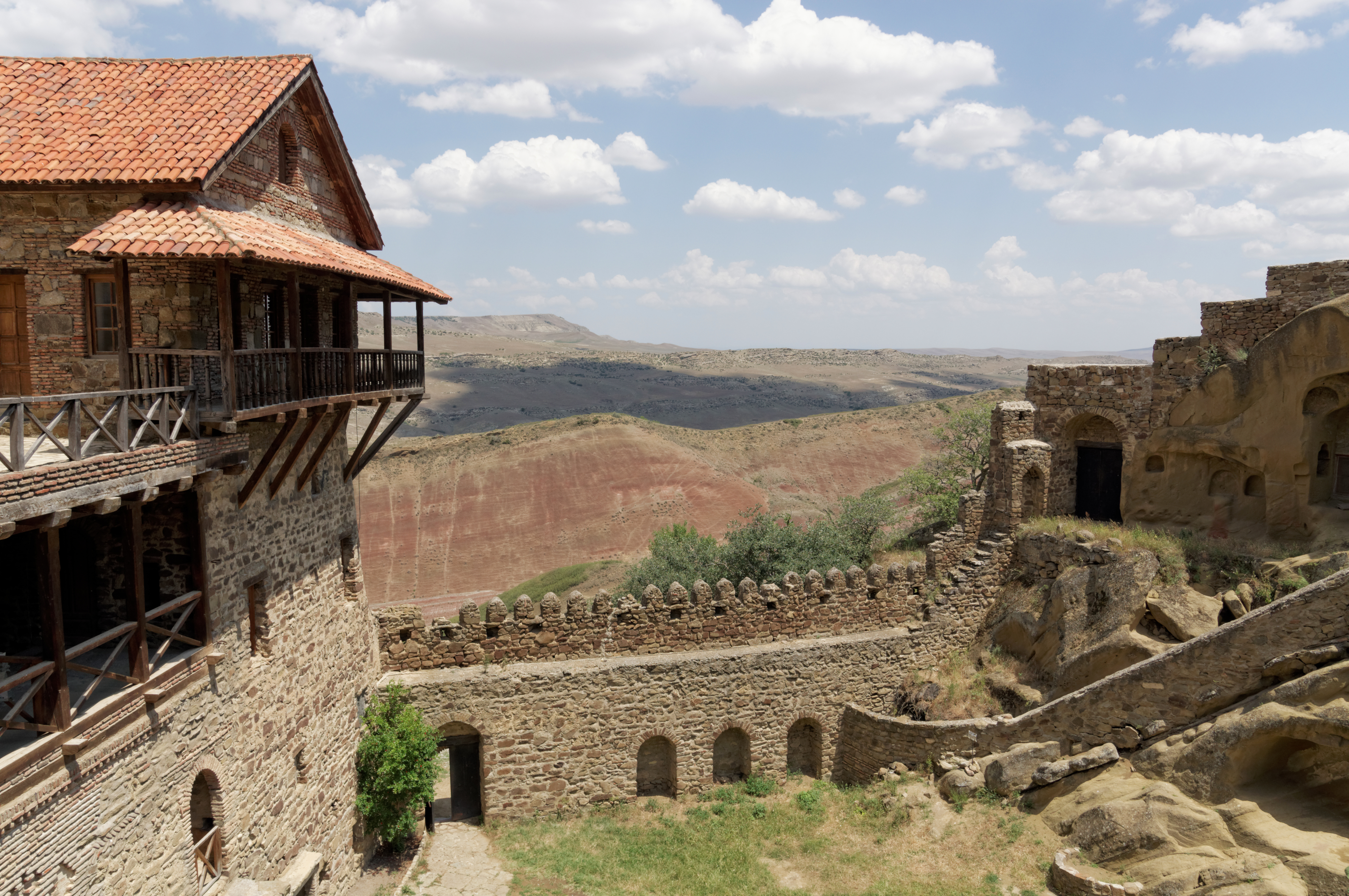
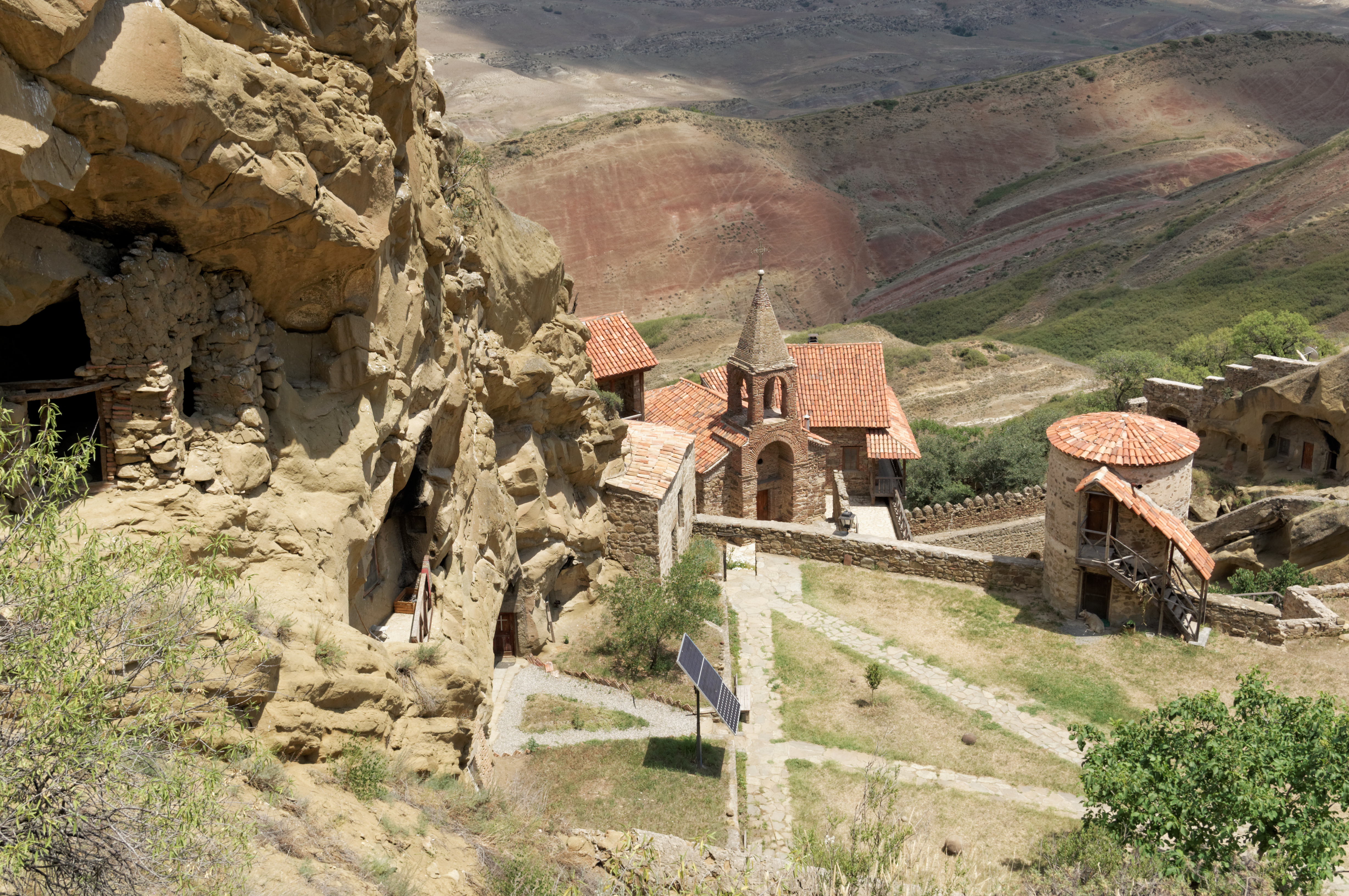
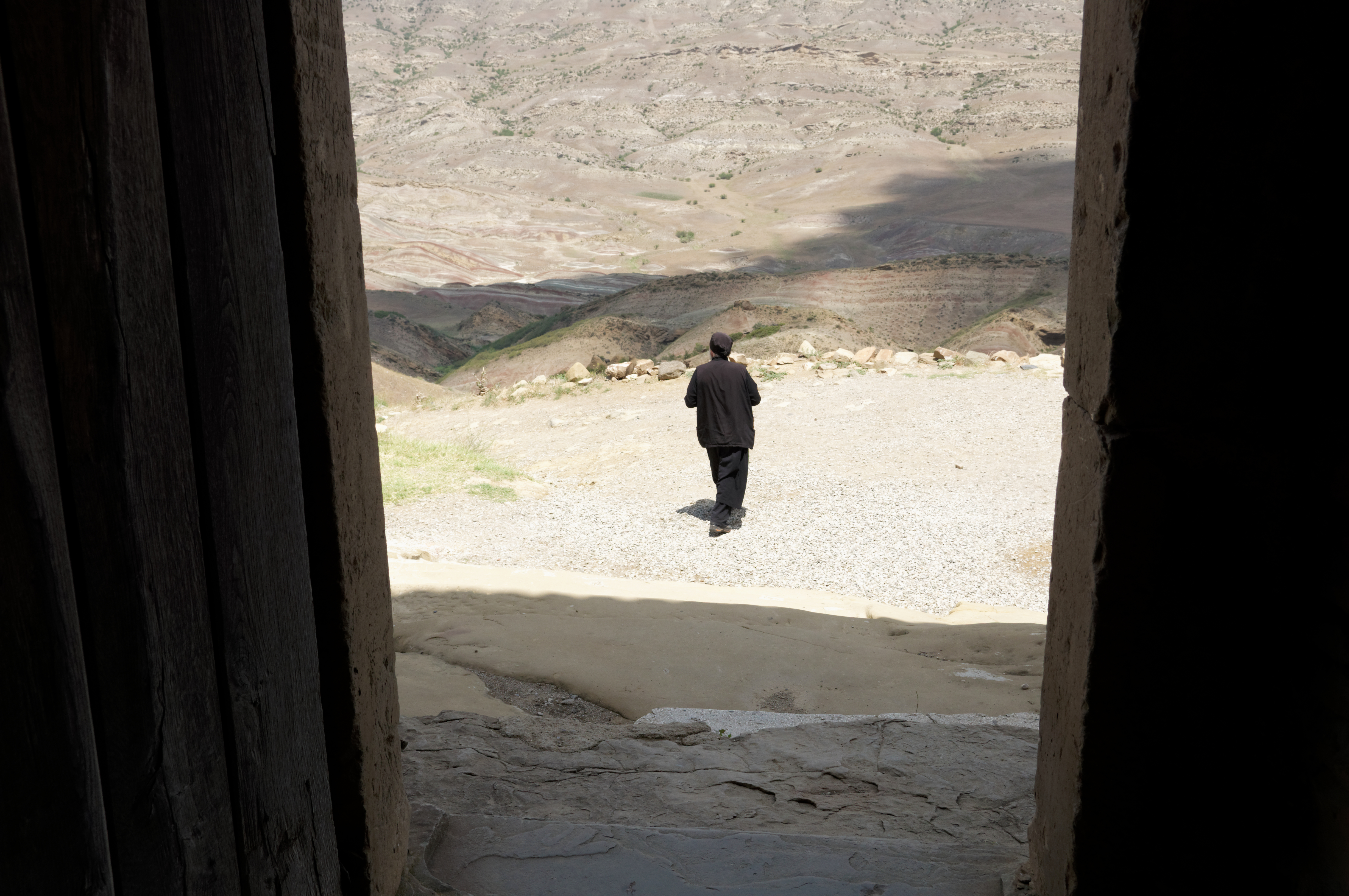
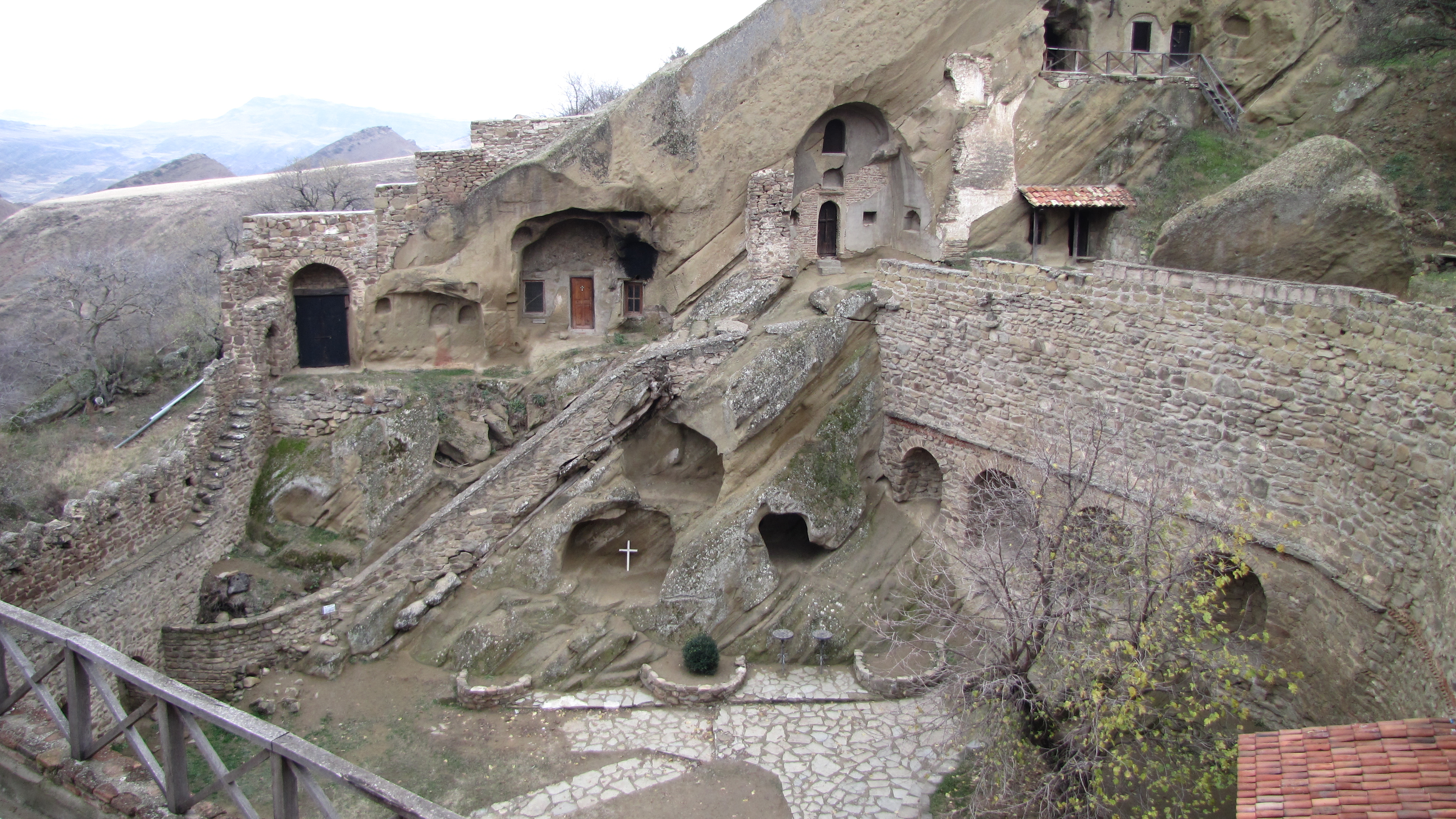
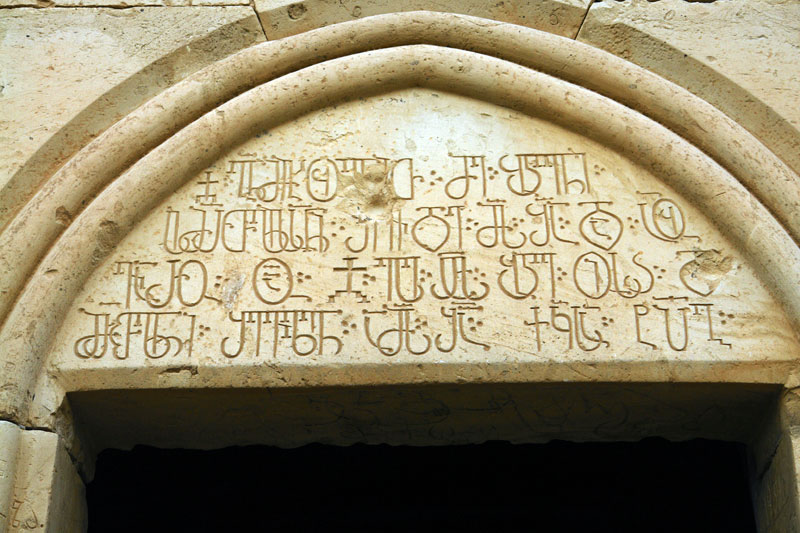
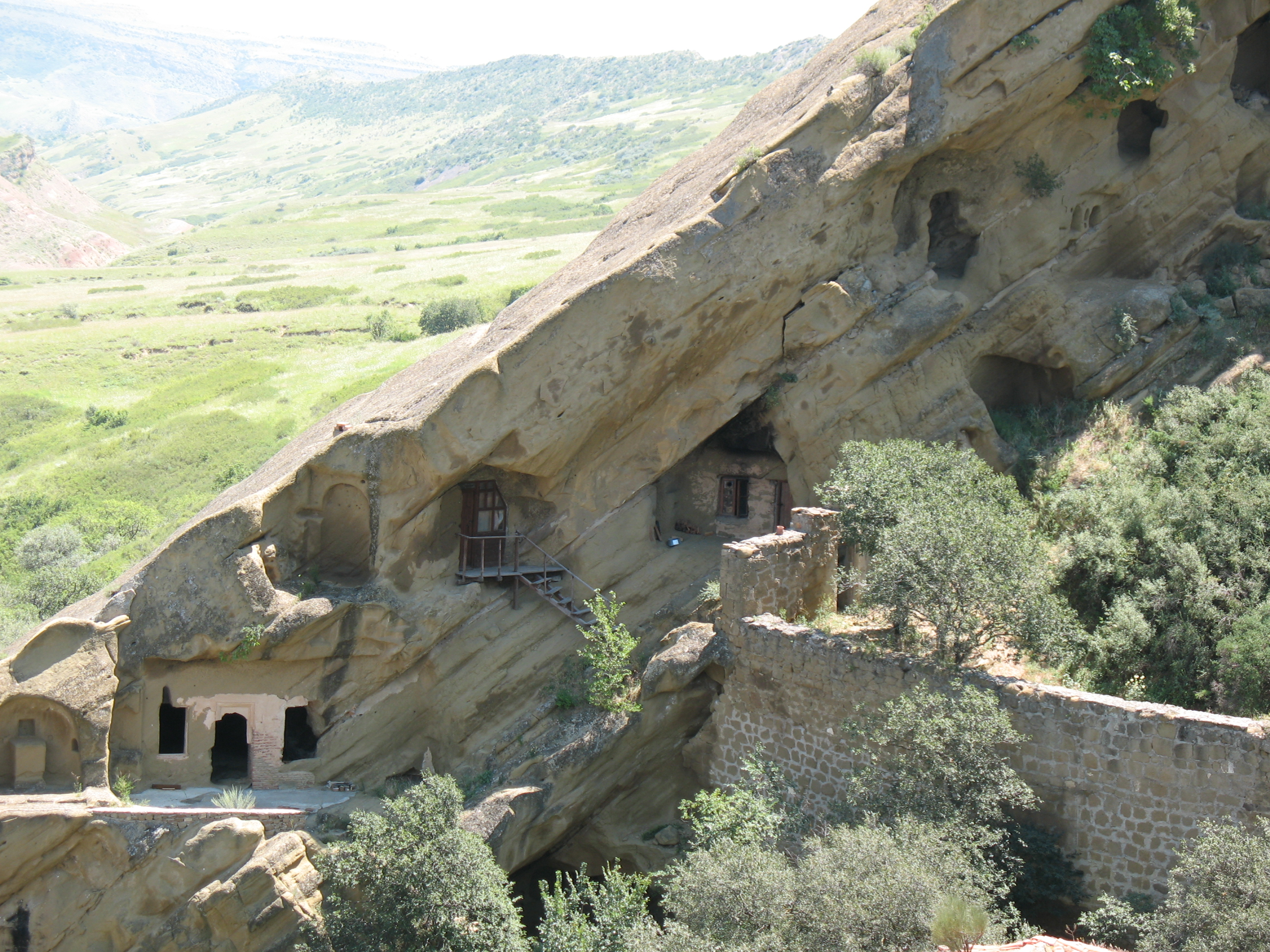
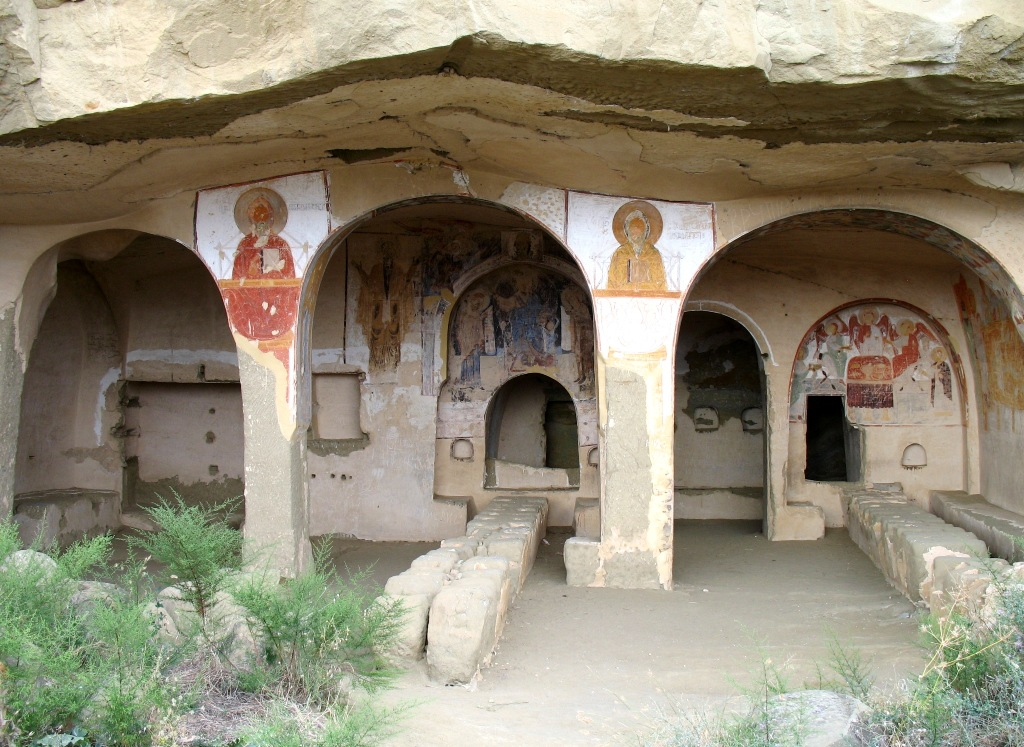